# Ruda Wirek
Ruda Wirek – Posterunek odstępowy w Rudzie Śląskiej w województwie śląskim, w Polsce. Na początku XX w. określany jako stacja kolejowa. W latach 60. XX w. już jako przystanek. Do maja 2000 roku był tu przystanek osobowy oraz posterunek odstępowy. Budynek przystanku został zburzony w 2011 roku. W ramach projektu Kolej+, w tym miejscu do 2029 roku ma powstać nowy przystanek kolejowy.